# Polityka otwartych drzwi

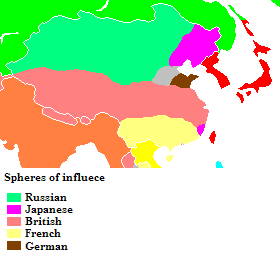
Strefy wpływów w Chinach na początku XX wieku

Polityka otwartych drzwi (ang. Open Door Policy) – nazwa polityki Stanów Zjednoczonych wobec Chin na początku XX wieku.
Zasady polityki otwartych drzwi zostały po raz pierwszy sformułowane 6 września 1899 roku przez sekretarza stanu Johna Haya w notach skierowanych do mocarstw walczących o podział stref wpływów w Chinach.  Stany Zjednoczone, które nie brały udziału w wojnach opiumowych i nie były wcześniej zainteresowane tworzeniem własnych koncesji w Chinach, po aneksji Hawajów i zwycięstwie w wojnie z Hiszpanią zdominowały Pacyfik i postanowiły podjąć ekspansję na rynki dalekowschodnie. W swoich notach Hay wysunął trzy postulaty: aby poszczególne mocarstwa nie naruszały w swoich strefach wpływów interesów innych państw, wprowadzenie jednolitych stawek celnych i nieprowadzenie dyskryminacji handlowej wobec innych mocarstw. Miało to zapewnić Stanom Zjednoczonym równe możliwości ekspansji ekonomicznej w Chinach, bez konieczności uzyskiwania własnej strefy wpływów. Postulaty amerykańskiej polityki otwartych drzwi zostały bez większych zastrzeżeń przyjęte pozytywnie przez wszystkie państwa z wyjątkiem Rosji.
Pełną realizację polityki otwartych drzwi umożliwił wybuch powstania bokserów. 3 lipca 1900 roku Hay ogłosił oficjalnie założenia polityki amerykańskiej wobec Chin, opierające się na zasadach niepodzielności chińskiego terytorium i równości wszystkich państw w handlu. Postulaty te zostały uwzględnione w protokole z 7 września 1901 roku, kończącym interwencję obcych wojsk w Chinach.
Po utworzeniu Republiki Chińskiej w 1911 roku Stany Zjednoczone dążyły do utrzymywania polityki otwartych drzwi i sprzeciwiały się próbom stworzenia nowych układów w stosunkach z Chinami, m.in. starając się zablokować japońskie dążenia do narzucenia Chinom hegemonii poprzez porozumienie Lansing-Ishii z 1917 roku. Zasady polityki otwartych drzwi zostały także zawarte w traktacie waszyngtońskim z 1922 roku, jako gwarancja niepodległości Chin i zabezpieczenie przed imperialistycznymi dążeniami Japonii. Traktat waszyngtoński zdefiniował także politykę otwartych drzwi jako wielostronną, rozszerzając ją poza mocarstwa z końca XIX wieku.
Polityka otwartych drzwi załamała się w 1931 roku, po zajęciu przez Japończyków Mandżurii w wyniku incydentu mukdeńskiego. Stany Zjednoczone ograniczyły się wówczas jedynie do oficjalnego oprotestowania japońskiej agresji, natomiast brak zdecydowanych kroków ze strony amerykańskiej umożliwił Japończykom złamanie dotychczasowej równowagi sił w Chinach i zasady integralności ich terytorium.